# Індивідуальні та групові права
Групові права, також відомі як колективні права, - це права, які належать до групи вцілому, а не особисто її членам; на відмінну від них, індивідуальні права - це права, що належать окремим особам; навіть якщо права розподілені по групах, як зачасту права і надаються, вони залишаються індивідуальними правами, коли право закріплюються за окремими членами групи. Історично групові права використовувались як для притиснення індивідуальних прав, так і для допомоги їм. На сьогодні вищевказана концепція права залишається суперечливою.

## Філософія
Згідно з політичними поглядами класичного лібералізму і декотрої горстки правих лібертаріанців, роль держави криється у виключному захисті й забезпечені права, а також дотримання справедливого захисту в випадку його порушення. Ліберальні уряди, що поважають індивідуальні права, часто передбачають системний контроль, який має на меті захист тих самих прав, приміром, через систему належної правової процедури в карному правосудді. Певні колективні права, наприклад, декларація про "самовизначення народів", закріплене у Главі I Статті I Статуту ООН, дозволяють установі відстоювати ці індивідуальні права. Якщо люди неспроможні визначити своє колективне майбутнє, вони, безумовно, неспроможні утвердити чи забезпечити свої індивідуальні права, майбутнє і свободи. Критики припускають, що ці поняття обов'язково пов'язані, відкидаючи твердження, що вони у взаємозаперечних відносинах.
Адам Сміт в 1776 році у своїй книзі "Дослідження природи та причин багатства народів" описує право кожного наступного покоління, як групи, колективно, на землю і все, чим володіє земля. У Декларації незалежності США йдеться про кілька групових, або колективних, права народу, а також штатів, наприклад, про право народу: "Кожного разу, коли будь-яка форма правління стає руйнівною для цих цілей, право народу - змінити або скасувати її" і право штатів: "... як вільні та незалежні держави, вони мають повну владу вести війну, укладати мир, укладати спілки, встановлювати торгівлю та здійснювати всі інші дії та вчинки, які незалежні держави можуть здійснювати по праву".

## Інше
- Позитивні дії та Захищена група[en]
- Ідентичність та Колективна ідентичність[en]
- Спільне благо
- Конституційна економіка
- Критична педагогіка[en]
- Група етнічних інтересів[en]
- Лібералізм груп інтересів[en]
- Інституційна дискримінація[en]
- Індігенізм[en]
- Психологія вивільнення[en]
- Права меншин
- Примордіалізм
- Національне самовизначення
- Особливі права[en]
- Покоління прав людини
- Виборчий блок[en]